# Хулио Куратеља
Хулио Педро Куратеља (шп. Julio Pedro Curatella; 27. фебруар 1911 — Буенос Ајрес, 1995) био је аргентински веслачки репрезентативац. Веслао је у двојцу и четверцу без кормилара, а био је члан веслачког клуба Марина из Буенос Ајреса.
Хулио Куратеља је два пута учествовао на Летњим олимпијским играма. Први пут се такмичио у двојцу без кормилара у пару са Орасиом Подестом, на Летњим олимпијским играма 1936. Берлину. Стигли су трећи иза двојаца Немачке и Данске. Освојена бронзана медаља била је прва олимпијска медаља у веслању за Аргентину.
Дванаест година касније у својој 37 години Куратеља опет учествује на Олимпијским играма 1948. Лондону, овога пута веслајући у четверцу без кормилара, који је елиминисан у репасажу за полуфинале.